# Jan Tödwen
Jan Tödwen herbu Karp – cześnik bielski do 1776 roku, dyrektor sejmiku elekcyjnego ziemi bielskiej w 1756 roku.